# Magical Mystery Tour (film)
Magical Mystery Tour (tłum. Magiczna tajemnicza podróż) – brytyjski muzyczny film fabularny z 1967 roku w reżyserii Bernard Knowles oraz The Beatles. Magiczna Tajemnicza Podróż to trzeci film z udziałem grupy The Beatles i pierwszy wyprodukowany dla telewizji. Fabuła opiera się na magicznej oraz tajemniczej podróży członków zespołu The Beatles oraz ich przyjaciół po Anglii i ich przeżyciach. Gościnnie w filmie pojawiają się członkowie grupy The Bonzo Dog Doo-Dah Band.

## Ścieżka dźwiękowa
1. Magical Mystery Tour
2. The Fool on the Hill
3. She Loves You
4. Flying
5. All My Loving
6. I Am the Walrus
7. Jessie’s Dream
8. Blue Jay Way
9. Death Cab for Cutie
10. Your Mother Should Know
11. Magical Mystery Tour
12. Hello, Goodbye